# Federal Internet Exchange
Los puntos del Federal Internet Exchange (FIX) son puntos de intercambio de tráfico de Internet donde las redes de agencia federal de EE. UU., como la Red de la Fundación Nacional de Ciencia (NSFNET), la Red de Ciencia de la NASA (NSN), la Red de Ciencias de la Energía (ESnet), y MILNET se interconectaron.
Se establecieron dos de estos puntos en junio de 1989 bajo los auspicios del Grupo de Planificación de Ingeniería Federal (FEPG). FIX este, en la Universidad de Maryland en Parque Universitario y FIX oeste, en el Centro de Búsqueda Ames de la NASA en Mountain View, California. La existencia de FIX permitió que ARPANET pudiera ser apagado por etapas a mitad de los 1990. FIX oeste fue luego expandido para transformarse en MAE-West, uno de los Puntos de Acceso de Red apoyados por la NSF.